# HD 156668 b
HD 156668 b é um planeta extrasolar que tem a sua órbita em torno da estrela HD 156668, a 80 anos-luz de distância, na constelação de Hércules. Tem uma massa mínima de 4,15 massas terrestres. Na altura da sua descoberta era o segundo menos massivo planeta descoberto pelo método de espectroscopia Doppler. Foi descoberto a 7 de Janeiro de 2010 e é o oitavo planeta descoberto em 2010 após os cinco primeiros detectados pela Missão Kepler a 4 de Janeiro e 2 planetas em redor da estrela HD 9446 a 5 de Janeiro.
SUPER-TERRA
Os cientistas definem como Super-Terras uma classe de planetas cuja massa corresponde a um valor entre 2 e 10 vezes a massa da Terra. Para alguns pesquisadores, tais mundos apresentariam mais condições de abrigar vida por terem núcleos quentes e serem propícios a atividades vulcânicas e à formação de placas tectônicas. Situado na constelação de Hércules, a 80 anos-luz de distância, o planeta HD156668b - o terceiro menor já descoberto, depois do Kepler-10b e do Gliese 581-e - é um dos integrantes dessa classe.